# Annemarie Penn-te Strake
Johanna Maria (Annemarie) Penn-te Strake (Helmond, 31 juli 1953) is een Nederlandse juriste en bestuurster. Zij was onder andere vicepresident van de Rechtbank Maastricht (1998-2006), hoofdofficier van justitie van het arrondissementsparket te Maastricht bij het Openbaar Ministerie (2012-2015) en burgemeester van Maastricht (2015-2023).

## Levensloop
Penn-te Strake is geboren in Helmond en groeide op in Bergen, Arnhem en Vlierden. Rond 1970 verhuisde zij naar Deurne. Zij ging naar het Willibrord Gymnasium in Deurne en studeerde van 1971 tot 1977 Nederlands recht aan de Katholieke Universiteit Nijmegen. In de jaren tachtig volgde zij de RAIO-opleiding. Al tijdens haar studie Nederlands recht richtte zij in haar ouderlijke woonplaats Deurne de Wetswinkel op. Tussen haar twee studies in voerde Penn-te Strake ontwikkelingswerk uit in Malawi.
Penn-te Strake werd in 1980 rechterlijk ambtenaar in opleiding (raio) en in 1987 rechter-plaatsvervanger in de Rechtbank Maastricht. In 1998 werd zij benoemd tot vice-president van deze rechtbank. Acht jaar later werd zij hoofdofficier van justitie van het arrondissementsparket te Maastricht. In 2012 werd zij lid van het College van procureurs-generaal in Den Haag.
In 2014 was Penn-te Strake de formateur van de nieuwe coalitie in Maastricht. Op 23 april 2015 werd zij door de gemeenteraad voorgedragen als burgemeester van Maastricht en op 22 mei werd ze door de Kroon benoemd.
Op 1 juli 2015 aanvaardde ze dat ambt en daarmee was ze zowel de eerste vrouwelijke als eerste partijloze burgemeester van Maastricht. Op 27 april 2022 ontving zij de koninklijke familie in haar stad ter gelegenheid van Koningsdag 2022. Eind juni 2023 nam ze afscheid als burgemeester van Maastricht. Tijdens het afscheid van de gemeenteraad ontving ze de Eremedaille in Goud van de Stad Maastricht. Daarnaast werd ze benoemd tot Officier in de Orde van Oranje-Nassau. Ze trad af per 1 juli van dat jaar.

## Privé
Penn-te Strake is een kleindochter van ondernemer Lambertus te Strake en van burgemeester Lambert Roefs. Haar vader was rechter aan de Rechtbank Roermond. De echtgenoot van Annemarie te Strake, de gepensioneerde arts-chirurg Olaf Penn, was tot 2015 voorzitter van de Senioren Partij Maastricht, op dat moment de grootste partij in de gemeenteraad van die stad. Het echtpaar woont in Maastricht. Penn-te Strake heeft vier zonen uit een eerder huwelijk.